# Korenevo
Korenevo (in russo Коренево?) è un insediamento di tipo urbano della Russia europea, nell'oblast' di Kursk; è il centro amministrativo del distretto Korenevskij.
Si trova sulla riva sinistra del fiume Sejm, 100 km a nord-ovest di Kursk (in linea d'aria).

## Storia
Korenevo è stata menzionata per la prima volta nel 1625. Nel 1869 fu inaugurata la stazione ferroviaria locale sulla linea Kiev-Kursk. Durante la prima guerra mondiale, nell'aprile 1918, Korenevo fu catturata dalle forze alleate ucraine e tedesche e fu inclusa nello Stato ucraino fino al novembre 1918. Il 4 maggio 1918, nell'insediamento fu firmato un cessate il fuoco tra lo Stato ucraino, la Germania e la Russia sovietica. Nel novembre 1919, passò dal controllo della Russia bianca ai sovietici. Durante la seconda guerra mondiale, Korenevo fu occupata dalla Germania nazista dal 27 ottobre 1941 all'8 marzo 1943.
Nell'agosto 2024, nel contesto dell'invasione russa dell'Ucraina iniziata nel 2022 e dell'offensiva di Kursk del 2024-2025, la periferia della città è stata parzialmente occupata dalle forze ucraine, venendo riconquistata dai russi il 29 dello stesso mese.